# Bayrisch Kraut

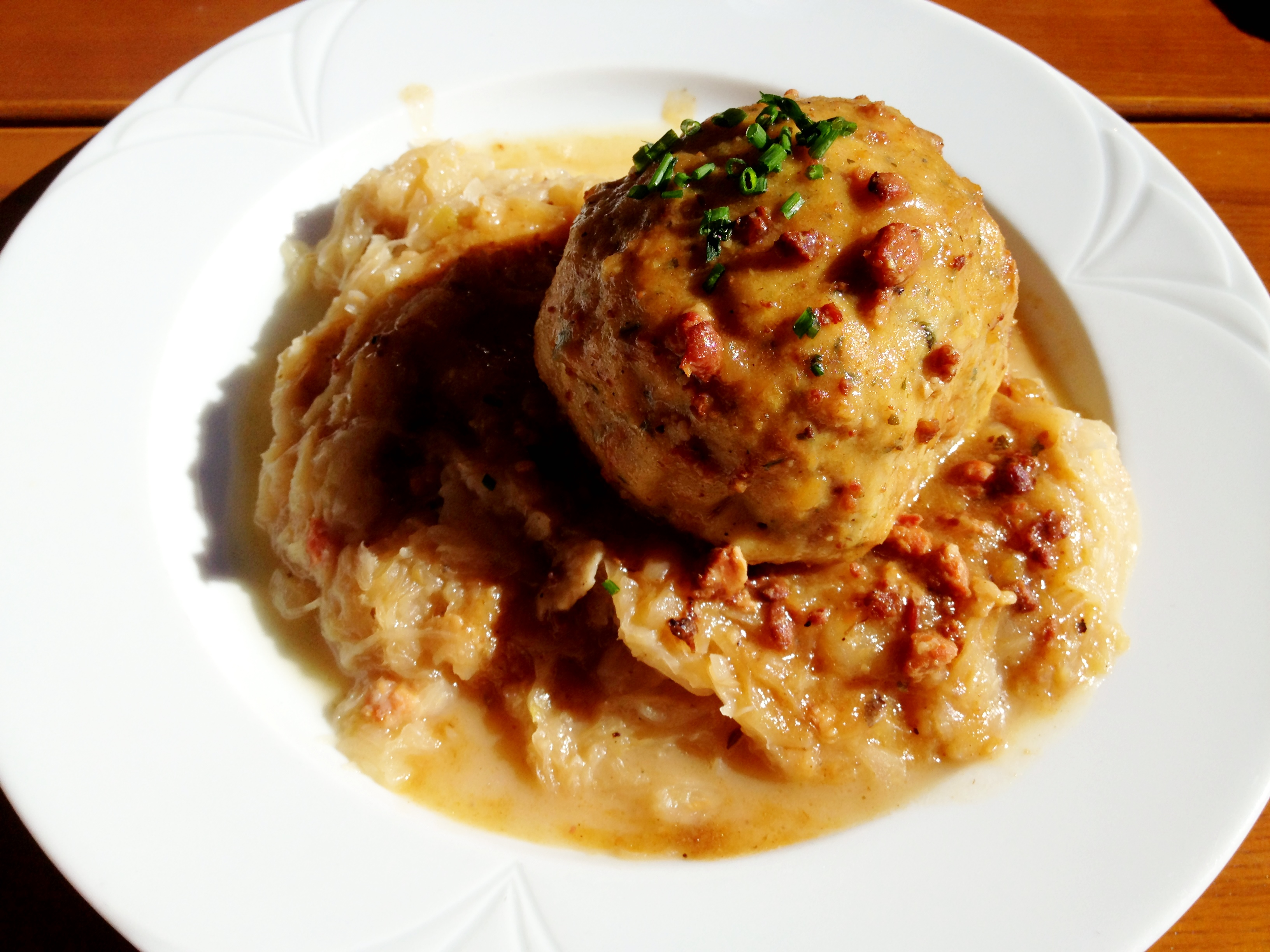
Bayrisch Kraut, hier als Beilage zu Speckknödel

Bayrisch Kraut (auch Bayrischkraut oder Bayerisches Kraut) ist ein Weißkohlgericht, das meist als Gemüsebeilage für Braten- und Schmorgerichte verzehrt wird. Der Name weist auf eine regionale Entstehung in Bayern hin, jedoch wird das Gericht häufig der Deutschen Küche als Alternative zum Sauerkraut zugerechnet.
Für die Zubereitung werden zunächst Speckwürfel und grob gehackte Zwiebeln angebraten. Dazu gibt man das in Streifen geschnittene Kraut und dünstet es unter Zugabe von Wasser, bis es weich ist. Für die Fertigstellung bindet man es mit einer hellbraunen Mehlschwitze. Typische Gewürze sind Salz, Pfeffer, Kümmel, Zucker und Essig. 